# 赫尔穆斯·斯蒂格曼
赫尔穆斯·斯蒂格曼 （德語：Helmuth Stegman，1892年10月19日—1983年5月5日）是拉脱维亚的波罗的海德意志人的政治家和律师。曾任拉脱维亚波罗的海德意志人党党魁，1933-34年间任拉脱维亚议会议员。

## 生平
赫尔穆斯·斯蒂格曼在1911年于里加的文法学校学习，1915年在塔尔图大学完成法律学业，并通过考试。1915年到1919年，在里加担任市政官员。1919年4月至1920年3月，在波罗的海防卫军服役。1919年至1928年，在里加任法官，1921年起担任里加地区法院的乡村法庭法官。1921年到1925年，他是拉脱维亚司法部起草民法典委员会的成员之一。1928年到1939年11月，他是1864年成立的里加私人抵押信贷协会的律师和总顾问。1939年11月，由于苏德互不侵犯条约的签订，他移居到德国波森，移居后加入Umsiedlungs-Treuhand-GmbH的波森分公司任法律部的律师；1940年3月起，他在霍恩萨尔扎地区委员会工作，并于1941年4月1日被任命为高级地区官员；1942年2月起，他于经济部工作，并于1942年11月19日在柏林被帝国内政部长威廉·弗利克任命为政府总监。

## 作品
- Latviešu polītiķi vācu kollēgas skatījumā. Baltvācu domnieka atminas par Rīgas pilsētas domi (biographische Notizen, lettisch). In: Laiks, 4. Oktober 1961, S. 7 (Digitalisat （页面存档备份，存于）).